# Sorkonos złotozady
Sorkonos złotozady (Rhynchocyon chrysopygus) – gatunek ssaka z podrodziny Rhynchocyoninae w obrębie rodziny ryjkonosowatych w rzędzie ryjkonosowych. Należy do największych przedstawicieli swej rodziny, osiągając ponad pół metra długości i ważąc ponad pół kilograma. Żyje w lasach i wśród krzewów Kenii, zasięg występowania bardzo pofragmentowany. Żywi się głównie stawonogami. Wykazuje terytorializm i monogamię, aczkolwiek samiec i samica spotykają się właściwie wyłącznie celem rozrodu. Matka rodzi 1-2 młode, odstawiane po 2 tygodniach. Gatunek zagrożony wyginięciem.

## Genetyka
Genetyka sorkonosa złotozadego nie została dobrze poznana. Nie wiadomo, ile chromosomów liczy jego kariotyp.

## Budowa

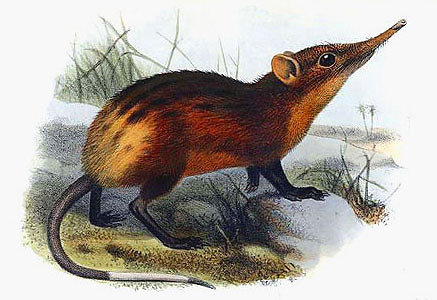
Na ilustracji Josepha Smita z 1929

Budowa sorkonosa złotozadego nie została dobrze poznana. Źródła opisują głównie jego morfologię, natomiast wiedza anatomiczna pochodzi raczej z ekstrapolacji badań z blisko spokrewnionego gatunku sorkonos plamisty.
Największy z sorkonosów, o średniej długości całego ciała 526 mm. Długość ciała (bez ogona) 218–304 mm, długość ogona 213–270 mm (średnio 243 mm), długość ucha 30–38 mm (średnio 34 mm), długość tylnej stopy 68–79 mm (74 mm); masa ciała 410–690 g (540 g). Samce i samice nie różnią się wielkością.
Ciało porasta dość krótkie i rzadkie futro, cienkie, sztywne, błyszczące. Na grzbiecie jest ono rude, wchodzące w odcienie czerwieni i brązu, na brzuchu również rude, od których odróżnia się jasnożółty zad. U niektórych osobników na jego przednim obrzeżu można ujrzeć niewyraźne ciemniejsze paski. Pod futrem w tym miejscu znajduje się gruba skóra, nawet 3 razy grubsza niż na grzbiecie, u samców lepiej rozwinięta niż u samic. Być może stanowi ona ochronę przed drapieżnikami (dermal shield, tarcza skórna). Głowa jest brązowa z dodatkiem żółtego. Uszu nie pokrywa owłosienie, są one czarne. Skóra na grzebie jest czarna, jaśniejsza na brzusznej stronie ciała. Zwraca uwagę biały koniec dalszy ogona.
Głowa jest niewielka, z dużymi oczami i uszami. W czaszce obecny jest wyrostek zaoczodołowy. Badania Kaufmana et al. z 2013 wskazują, że ryjkonosowe jako grupa ogólnie mają mózg większy niż inne ssaki podobnej wielkości i podobnej diety.
Brązowa głowa ma długi, wąski i giętki pysk, nieco przypominający trąbę słonia, od której to cała rodzina bierze swą angielską nazwę Elephant Shrews (słoniowe ryjówki). Otworów podniebiennych nie stwierdza się. Otwór gębowe, niewielki, znajduje się dobrze z tyłu za nosem. W jamie ustnej znajdują się zęby, w tym niestały niewielki siekacz górny i dobrze rozwinięte górne kły, u samców dłuższe, niż u samic (6,6 do 4,6 mm). Wzór zębowy przedstawia się następująco:
| Wzór zębowy | Wzór zębowy | I   | C | P | M |
| ----------- | ----------- | --- | - | - | - |
| 34-36       | =           | 0-1 | 1 | 4 | 2 |
| 34-36       | =           | 3   | 1 | 4 | 2 |

Grzbiet zaokrąglony, najwyższy w okolicy zadu. Samica dysponuje dwoma parami sutków: jedną pośrednią i jedną tylną, natomiast para przednia zanikła. U samca sutków nie stwierdza się. Występuje gruczoł piersiowy. Wokół odbytu rozmieszczone są gruczoły analne, dobrze rozwinięte. Są to gruczoły apokrynowe i łojowe. Gruczoły te wydzielą ostry smród. Przewód pokarmowy zawiera kątnicę. Samica skrywa wydłużony srom. Macica jest dwurożna. Samiec nosi jądra w jamie brzusznej, za nerkami, nie ma bowiem moszny. Na środku jego brzucha znajduje się napletek.
Ogon mierzy jakieś 85% długości głowy i ciała. Jego proksymalna część jest gruba, po czym zwęża się dystalnie. Dystalna część biała. Jego koniec wieńczy kępka włosów czarnej barwy.
Kość biodrowa łączy się u sorkonosów z pierwszymi kręgami krzyżowymi. Kończyny przypominają swe odpowiedniki u kopytnych. Kość promieniowa i kość łokciowa są ściśnięte. Kość piszczelowa i kość strzałkowa dystalnie zrastają się ze sobą. Kończyny przednie i tylne kończą się palcami w liczbie czterech. Wynika to z zaniku zarówno kciuka, jak i palucha. W przypadku ręki również ostatni piątek palec uległ pewnej redukcji, budują go tylko dwa paliczki. Największy jest zaś palec trzeci, w stopie tak jak w dłoni. Palce kończą się zakrzywionymi pazurami. Kończyny tylne sorkonosów są solidnie zbudowane.

## Systematyka
Sorkonos złotozady należy do rodzaju sorkonos w podrodzinie Rhynchocyoninae w rodzinie ryjkonosowatych.
Gatunek po raz pierwszy zgodnie z zasadami nazewnictwa binominalnego opisał w 1881 roku niemiecko-brytyjski zoolog Albert Günther. Miejsce typowe według oryginalnego opisu to „rzeka Mombaca”, tj. Mombasa, Kenia. Okaz typowy (lektotyp) to skóra i czaszka dorosłego osobnika (sygnatura BMNH 1880.11.30.7) ze zbiorów Muzeum Historii Naturalnej w Londynie.
W 2017 Carlen et al. przeprowadzili badania genetyczne, w wyniku których ponownie podnieśli status jednego z podgatunków sorkonosa plamistego do rangi osobnego gatunku. Zaprezentowali jednocześnie kladogram sorkonosów:
|  | Rhynchocyon petersi      |
|  |                          |
|  | Rhynchocyon udzungwensis |
|  |                          |

|  | Rhynchocyon cirnei reichardi                                                                                            |
|  | |
|  | \| \| Rhynchocyon cirnei macrurus \| \| \| \| \| \| Rhynchocyon cirnei shirensis, Rhynchocyon cirnei cirnei \| \| \| \| |
|  | |
|  | Rhynchocyon cirnei macrurus                                                                                             |
|  | |
|  | Rhynchocyon cirnei shirensis, Rhynchocyon cirnei cirnei                                                                 |
|  | |

|  | Rhynchocyon cirnei macrurus                             |
|  |                                                         |
|  | Rhynchocyon cirnei shirensis, Rhynchocyon cirnei cirnei |
|  |                                                         |

|  | Rhynchocyon cirnei reichardi                                                                                            |
|  | |
|  | \| \| Rhynchocyon cirnei macrurus \| \| \| \| \| \| Rhynchocyon cirnei shirensis, Rhynchocyon cirnei cirnei \| \| \| \| |
|  | |
|  | Rhynchocyon cirnei macrurus                                                                                             |
|  | |
|  | Rhynchocyon cirnei shirensis, Rhynchocyon cirnei cirnei                                                                 |
|  | |

|  | Rhynchocyon cirnei macrurus                             |
|  |                                                         |
|  | Rhynchocyon cirnei shirensis, Rhynchocyon cirnei cirnei |
|  |                                                         |

|  | Rhynchocyon petersi      |
|  |                          |
|  | Rhynchocyon udzungwensis |
|  |                          |

|  | Rhynchocyon cirnei reichardi                                                                                            |
|  | |
|  | \| \| Rhynchocyon cirnei macrurus \| \| \| \| \| \| Rhynchocyon cirnei shirensis, Rhynchocyon cirnei cirnei \| \| \| \| |
|  | |
|  | Rhynchocyon cirnei macrurus                                                                                             |
|  | |
|  | Rhynchocyon cirnei shirensis, Rhynchocyon cirnei cirnei                                                                 |
|  | |

|  | Rhynchocyon cirnei macrurus                             |
|  |                                                         |
|  | Rhynchocyon cirnei shirensis, Rhynchocyon cirnei cirnei |
|  |                                                         |

|  | Rhynchocyon cirnei reichardi                                                                                            |
|  | |
|  | \| \| Rhynchocyon cirnei macrurus \| \| \| \| \| \| Rhynchocyon cirnei shirensis, Rhynchocyon cirnei cirnei \| \| \| \| |
|  | |
|  | Rhynchocyon cirnei macrurus                                                                                             |
|  | |
|  | Rhynchocyon cirnei shirensis, Rhynchocyon cirnei cirnei                                                                 |
|  | |

|  | Rhynchocyon cirnei macrurus                             |
|  |                                                         |
|  | Rhynchocyon cirnei shirensis, Rhynchocyon cirnei cirnei |
|  |                                                         |

Gatunek monotypowy.

### Etymologia
- Rhynchocyon: gr. ῥύγχος rhunkhos „pysk”; κυων kuōn, κυνος kunos „pies”[13].
- chrysopygus: gr. χρυσος khrusos „złoto”; -πυγος -pugos „-zady”, od πυγη pugē „zad, kuper, pośladki”[14].

## Tryb życia
Gatunek wiedzie osiadły tryb życia, nie migruje. Sorkonosy są monogamiczne, także sorkonos złotozady. Samica i samiec tworzą parę przez całe swe życie, zajmują wspólnie terytorium liczące średnio 1,7 ha, maksymalnie do 5 ha, którego bronią i znakują wydzieliną swych gruczołów. Użytkują je jednak oddzielnie, a spotykają się głównie celem rozrodu. Każde z nich sypia w oddzielnym gnieździe zbudowanym rankiem z liści w płytkim wydrążeniu w ziemi. Ma 10 cm wysokości i 30 średnicy. Jego budowa trwa 2 godziny, stanowiąc jakieś 2% czasu, kiedy zwierzę zachowuje aktywność. Osobnik może spać w nim do trzech nocy, po czym obiera sobie inne miejsce nocnego spoczynku. Zagęszczenie osobników szacowano na 1,6 zwierzęcia na ha. Obserwowano niemniej grupy 4-6 zwierząt. Jednakże w razie napotkania intruza sorkonos stara się przegonić, zakreślając ku niemu łuki i zygzaki, by przejść do pogoni, kiedy zbliży się na mniej niż 2–3 m. Samiec wykazuje większą ochotę do pościgu za innym samcem niż samica. Nie przegania ani własnej wybranki, ani młodych. Zapobiega wkraczaniu intruzów, znacząc swe terytorium, gdzie popadnie, nie ma swych ulubionych miejsc, tak jak i nie używa stałych ścieżek, chyba że żyje w gęstych zaroślach. Prawdopodobnie codziennie zwierzę schodzi całe swe terytorium.
Aktywność przypada na dzień. W nocy zwierzę kryje się w sporządzonym w ściółce gnieździe w niewielkim wykopanym dole. Wstaje wcześniej, jeszcze przed świtem, kładzie się przed zachodem słońca.
Zwierzę nie potrafi ryć w ziemi, nie potrafi się wspinać.

## Cykl życiowy
Sorkonos złotozady jest monogamiczny, jak i jego krewni. Samiec i samica łączą się w pary na całe życie.
Nie występuje sezon rozrodczy. Rozród może przebiegać przez cały rok. Chętny samiec poszukuje samicy. Jeśli nie jest ona płodna w czasie jego zalotów, odchodzi, nie obserwowano, by odganiała go agresywnie. Samiec goni samicę Ruja może wystąpić po porodzie. Samiec kopuluje z samicą kilkukrotnie, po czym ta zachodzi w trwającą około 42 dni ciążę, po której wydaje na świat wedle różnych źródeł pojedyncze bądź 1-2 młode. Ważą one około 80 g. Są dobrze rozwinięte i matka nie poświęca im dużo uwagi. Karmi je mlekiem przez 2 tygodnie, kiedy pozostają w gnieździe, po czym zostają odstawione. Ważą wtedy około 180 g. Początkowo młode podążają za matką, z dnia na dzień zwiększając swą samodzielność, by po pięciu dniach zerwać relację z rodzicielką. Pozostają jednak początkowo na jej terytorium, znajdując własne po 5-20 tygodniach życia poza gniazdem. Samica może wydać na świat kolejny miot po 81-82 dniach. Długość życia szacuje się na 4-5 lat.

## Rozmieszczenie geograficzne
Sorkonos złotozady występuje endemicznie na południowym wybrzeżu Kenii, od rzeki Tana na południe do okolic Mombasy. Bytuje na wysokości od poziomu morza do 30 m nad nim.

## Ekologia
Siedliskiem sorkonosa złotozadego są tropikalne lasy suche z udziałem drzew zrzucających liście w porze suchej i formacje zaroślowe tworzące się na wapieniach koralowych (coral rag scrubs), porastające kenijskie wybrzeże gęstym pasem. Zasiedla także lasy silnie pofragmentowane. Radzi on sobie także na terenach zmodyfikowanych działalnością człowieczą, jako że spotyka się go na zarośniętych nieużytkach niegdyś używanych rolnicze, wymaga jednak osłaniającego ziemię parasola koron drzew i gęstej warstwy ściółki.
Pożywienie tego ssaka stanowią bezkręgowce, najczęściej stawonogi. Wśród nich największą grupę stanowią chrząszcze, następnie stonogi, po nich termity, dalej zaś świerszcze, mrówkowate, pająki i Lumbricina, jak również krocionogi. Na poszukiwaniu go sorkonos spędza 4/5 swego dnia. Używa swego długiego nosa, by znaleźć zdobycz w ściółce czy w zwalonych pniach, ściółkę rozkopuje także swymi dłońmi. Znalezioną zdobycz przytrzymuje także łapami, po czym rozdrabnia. Współbiesiaduje z nim Cossypha natalensis, pożerająca pozostawione przez sorkonosa złotozadego resztki.
Wśród drapieżników wskazuje się dzienne ptaki szponiaste i węże, ale też psy i przypadkowo ludzi. Zaniepokojony, sorkonos wpierw zamiera, rozkopuje tylną kończyną ściółkę, po czym ucieka, niekiedy chroniąc się w dziurze czy termitierze. Postępuje podobnie jak kopytne.
Do pasożytów zewnętrznych sorkonosa należą kleszcze Rhipicephalus, Ambyomma, Haemophysalis, Ixodes, muchówki Chimaeropsylla potis potis, Chimaeropsylla haddowi, komarowate Aedes i Eretmopodites. Pasożyty wewnętrzne to nicienie Subulura i Hymenolepis, tasiemce i Acanthocephala.
Ryjkonosowe ewoluowały prawdopodobnie w środowisku pozbawionym istotnej konkurencji. Wykształciły zespół specyficznych adaptacji, obejmujący myrmekofagię, specyficzny chód, brak gniazd. Łączą dzięki temu cechy spotykane u hiętkojęzykowych i antylop.

## Zagrożenia i ochrona
IUCN uznaje sorkonosa złotozadego za gatunek zagrożony wyginięciem (EN). Pozostało około 13000 osobników, ale całkowita liczebność populacji spada. Dokładniejsze badania dotyczą Gede Ruins National Monument oraz lasu Arabuko-Sokoke. W latach siedemdziesiątych XX wieku w Gede Ruins żyło wedle szacunków Rathbuna około 70 sorkonosów złotozadych, dwie dekady później nie znaleziono nawet 15 zwierząt. Podniesiono potem wysiłki celem ratowana gatunku drogą eliminacji nękających go psów. W efekcie w 2008 doliczono się dwudziestu sztuk. W 1993 populacja z Arabuko-Sokoke liczyła jakieś 20000 zwierząt, po czym w ciągu następnych trzech lat spadła gwałtownie do 14000. Między 1996 a 2008 spadek postępował, acz znacznie wolniej, liczebność obniżyła się o około 9%. Innych rejonów występowania sorkonosa złotozadego nie poddano tak dokładnym badaniom, ale wydaje się, że i na nich liczebność populacji spada. Wszystkie są mniejsze od Arabuko-Sokoke i leżą w pierścieniu 100 km odeń. Ostatnie wiarygodne szacunki liczebności populacji pochodzą z 2009.
Do zagrożeń należy utrata środowiska naturalnego poprzez wycinanie lasów i krzaków, pozbawiające sorkonosy okrywającego ziemię piętra koron, ściółki, ale i zwalonych pni mogących służyć za kryjówki. Niszczącą rolę odgrywają także pożary. Na sorkonosy polują także ludzie i psy. W ostatniej dekadzie XX wieku odławiano rocznie aż 3000 osobników. Po prawdzie nie polowali oni celowo na sorkonosa złotozadego, jako że z jednej strony jego mięsa uchodzi za niesmaczne, z drugiej nie daje się złapać na przynętę i nie ma ustalonych leśnych ścieżek, nie stanowi więc łatwej zdobyczy. Liczne schwytane osobniki stanowiły więc raczej przypadkowo odłowione, złapane w pułapki zastawiane z myślą o innych zwierzętach, w tym pokrewnym długoszku czteropalczastym. Aczkolwiek plemię Giriama istotnie polowało na sorkonosy. Nie wydawało się też, by taki odłów wpływał jakoś istotnie na wielkość populacji sorkonosa złotozadego. Podjęto pewne próby zmniejszenia liczby zakładanych pułapek, niekoniecznie jednak skuteczne. Heritage podejrzewa, że w związku z rosnącą populacją człowieka w Kenii odłów od tego czasu mógł się zwiększyć. Ponadto fragmentacja populacji uwrażliwia je na rolę czynników losowych. Całkowity zasięg wynosi poniżej 5000 km², w tym wspomniany rezerwat Arabuko-Sokoke liczy 372 km².
O ile nie ma planów ochrony konkretnie sorkonosa złotozadego, to występuje on na terenie chronionym Arabuko-Sokoke, objętym wieloletnim planem ochrony. Dotykają go również inne programy ochrony lasów, w których występuje.
Podejmowano próby hodowli sorkonosa złotozadego. Nie potrafiono utrzymać ich przez ponad 2-3 tygodnie. Zwierzęta nie potrafiły przystosować się do warunków niewoli, prezentując stereotypie: uporczywie skakały lub kroczyły wzdłuż ścian, odmawiały przyjmowania posiłków, uderzały w ściany klatki.